# 벤저민 프랭클린 버틀러
벤자민 프랭클린 버틀러(Benjamin Franklin Butler, 1818년 11월 5일 - 1893년 1월 11일)는 미국의 변호사, 정치인이며, 매사추세츠주에서 선출된 미국 하원 의원이며, 이후 제33대 매사추세츠 주지사를 역임했다. 버틀러는 앤드류 존슨 대통령의 탄핵에도 두드러진 활약을 한 사람이었다. 남북 전쟁 때는 소장으로 북군에 복무를 했다. ‘콘트라밴드’로서 노예에 대한 정책, 점령한 뉴올리언스의 통치, 버뮤다 헌드레드 방면 작전에서의 무능한 리더십 및 피셔 요새에서 보여준 어리석음으로 인해 전쟁에 참가한 장군, 정치인들 중에서도 가장 논란이 많은 사람으로 자리매김 했다. 전후 몇 년 동안 남부의 백인들로부터 비난을 받았으며, ‘짐승 버틀러’라는 별명까지 붙여졌다.

## 초기 경력
버틀러는 뉴햄프셔주 디어필드에서 미영 전쟁 때(뉴올리언스 전투) 앤드루 잭슨 휘하의 존 버틀러 대위의 아들로 태어났다. 그의 이름은 미국 건국의 아버지인 벤자민 프랭클린의 이름을 따서 지었다. 아버지의 사후 어머니인 샬롯 엘리슨 버틀러는 매사추세츠주 로웰에서 하숙집을 운영했다. 메인의 워터빌 칼리지(현재 콜비 대학교)에서 공부를 했고, 1838년에 졸업했다. 1840년에는 매사추세츠 법정 변호사로 인정을 받아, 로웰에서 법률 실무를 시작하였으며, 곧 특히 형법 사건의 변호사로 두각을 나타냈다. 1844년 5월 16일에 연극 무대 배우이자, 이즈라엘 힐드레스 박사의 딸인 사라 힐드레스와 결혼했다. 부부는 자녀 넷을 낳았고, 큰 아들 폴 (1845–1850), 밸런치(Blanche, 1847), 폴 (1852) 그리고 벤 이즈라엘(1855)이었다. 딸 밸런치는 남북 전쟁에서 북군에 종군한 미시시피주 상원 의원 애델버트 에임스와 결혼했다.
버틀러는 민주당원으로 정계에 들어가 먼저 로웰에서 노동자의 하루 10시간 노동을 정하는 법률을 옹호하여 활발한 선거 운동으로 대중들의 주목을 받았다. 1853년에 매사추세츠주 하원의원이 되어, 1859년에는 상원의원, 1848년에서 1860년은 민주당 전당 대회의 대의원을 역임했다. 사우스캐롤라이나 찰스턴에서 개최된 1860년 민주당 전당 대회에서는 제퍼슨 데이비스 대통령 후보 지명을 옹호(57번째 투표에서 표를 넣고 계속)하였고, 스티븐 더글라스에 반대한 다음 선거 운동에서는 존 C. 브레킨리지를 지지했다. 남북 전쟁 이전의 군 경력은 1839년 매사추세츠 민병대 소위 보로 시작하여, 1855년에는 민병대의 준장으로 승진했다. 이 계급은 정치적 입지에 밀접하게 관련되어 있었으며, 다가올 분쟁에 대비한 실질적인 군대 경험은 거의 없었다.

## 역대 선거 결과
| 선거명      | 직책명                          | 대수 | 정당       | 1차 득표율 | 1차 득표수 (선거인단) | 2차 득표율 | 2차 득표수 | 결과 | 당락                        |
| ----------- | ------------------------------- | ---- | ---------- | ---------- | --------------------- | ---------- | ---------- | ---- | --------------------------- |
| 1852년 선거 | 하원의원 (매사추세츠 제8선거구) | 34대 | 민주당     | 26.04%     | 3,317표               | 5.01%      | 481표      | 3위  | 낙선                        |
| 1852년 선거 | 하원의원 (매사추세츠 제-선거구) | 74대 | 민주당     | 0%         | 3,317표               |            |            | 1위  | 매사추세츠 주의원 당선      |
| 1856년 선거 | 하원의원 (매사추세츠 제8선거구) | 35대 | 민주당     | 26.97%     | 3,686표               |            |            | 2위  | 낙선                        |
| 1858년 선거 | 하원의원 (매사추세츠 제8선거구) | 36대 | 민주당     | 33.39%     | 3,514표               |            |            | 2위  | 낙선                        |
| 1858년 선거 | 상원의원 (매사추세츠 선거구)    | 80대 | 민주당     | 0%         | 표                    |            |            | 1위  | 매사추세츠 주의원 당선      |
| 1859년 선거 | 매사추세츠 주지사               | 24대 | 민주당     | 32.45%     | 35,326표              |            |            | 2위  | 낙선                        |
| 1860년 선거 | 매사추세츠 주지사               | 25대 | 입헌민주당 | 3.54%      | 6,000표               |            |            | 3위  | 낙선                        |
| 1866년 선거 | 하원의원 (매사추세츠 제5선거구) | 40대 | 공화당     | 76.07%     | 9,021표               |            |            | 1위  | 매사추세츠 주 하원의원 당선 |
| 1868년 선거 | 하원의원 (매사추세츠 제5선거구) | 41대 | 공화당     | 65.61%     | 13,109표              |            |            | 1위  | 매사추세츠 주 하원의원 당선 |
| 1870년 선거 | 하원의원 (매사추세츠 제5선거구) | 42대 | 공화당     | 60.34%     | 8,333표               |            |            | 1위  | 매사추세츠 주 하원의원 당선 |
| 1871년 선거 | 매사추세츠 주지사               | 28대 | 무소속     | 0.12%      | 157표                 |            |            | 6위  | 낙선                        |
| 1872년 선거 | 하원의원 (매사추세츠 제6선거구) | 43대 | 공화당     | 67.44%     | 11,881표              |            |            | 1위  | 매사추세츠 주 하원의원 당선 |
| 1873년 선거 | 매사추세츠 주지사               | 28대 | 무소속     | 0.14%      | 181표                 |            |            | 4위  | 낙선                        |
| 1874년 선거 | 하원의원 (매사추세츠 제6선거구) | 44대 | 공화당     | 47.06%     | 7,747표               |            |            | 2위  | 낙선                        |
| 1876년 선거 | 하원의원 (매사추세츠 제7선거구) | 45대 | 공화당     | 51.63%     | 12,100표              |            |            | 1위  | 매사추세츠 주 하원의원 당선 |
| 1878년 선거 | 매사추세츠 주지사               | 31대 | 민주당     | 42.69%     | 109,435표             |            |            | 2위  | 낙선                        |
| 1879년 선거 | 매사추세츠 주지사               | 32대 | 민주당     | 44.80%     | 109,149표             |            |            | 2위  | 낙선                        |
| 1882년 선거 | 매사추세츠 주지사               | 33대 | 민주당     | 52.27%     | 133,946표             |            |            | 1위  | 매사추세츠 주지사 당선      |
| 1883년 선거 | 매사추세츠 주지사               | 34대 | 민주당     | 48.10%     | 150,228표             |            |            | 2위  | 낙선                        |
| 1884년 선거 | 미국의 대통령                   | 22대 | 지폐당     | 1.74%      | 175,096표 (0명)       |            |            | 4위  | 낙선                        |